# Pavelić
Pavelić je hrvatsko prezime. Prezime je patronim. Korijen je muško ime Pavel, odnosno Pavao. Prezime je bunjevačko i dolazi iz okolice hrvatskih gradova Gospića i Senja.
Prema popisu stanovništva 2011. prezime Pavelić u Hrvatskoj je nosilo 1717 ljudi.

## Popis poznatih osoba ovog prezimena
- Ante Pavelić (1889. – 1959.), hrvatski političar, čelnik NDH
- Ante Pavelić (stariji) (1869. – 1938.), hrvatski političar
- Ivo Pavelić (1908. – 2011.), hrvatski športaš
- Jurica Pavelić (1947.), hrvatski gospodarstvenik, potpredsjednik Vlade RH
- Krešimir Pavelić (1928. – 2012.), hrvatski pravnik i političar
- Krešimir Pavelić (1952.), hrvatski znanstvenik u području biomedicine i zdravstva
- Mario Pavelić (1993.), austrijski nogometaš
- Mark Pavelich (*1958.), američki hokejaš
- Marty Pavelich (*1927.), kanadski hokejaš
- Matt Pavelich (*1934.), kanadski hokejaški sudac
- Milan Pavelić (1878. – 1939.), hrvatski isusovac, hrv. katolički pjesnik i prevoditelj
- Myfanwy Pavelic (1916. – 2007.; r. Spencer), kanadska slikarica
- Thana Alexa, američko-hrvatska jazz pjevačica, skladateljica i aranžerka
- Zoran Pavelić, hrvatski likovni umjetnik